# Avengers: Endgame
Avengers: Endgame (Vengadores: Endgame en España) es una película de superhéroes estadounidense de 2019 basada en el equipo de superhéroes de Marvel Comics, Los Vengadores. Producida por Marvel Studios y distribuida por Walt Disney Studios Motion Pictures, es la secuela directa de Avengers: Infinity War (2018) y la película número 22 del Universo cinematográfico de Marvel (UCM), y hasta la fecha la más larga. Dirigida por Anthony y Joe Russo y escrita por Christopher Markus y Stephen McFeely, la película cuenta con un reparto coral que incluye a Robert Downey Jr., Chris Evans, Mark Ruffalo, Chris Hemsworth, Scarlett Johansson, Jeremy Renner, Don Cheadle, Paul Rudd, Brie Larson, Karen Gillan, Danai Gurira, Benedict Wong, Jon Favreau, Bradley Cooper, Gwyneth Paltrow y Josh Brolin. En la película, los miembros supervivientes de los Vengadores y sus aliados intentan revertir el daño causado por Thanos en Infinity War.
La película fue anunciada en octubre de 2014 como Avengers: Infinity War - Parte 2, pero Marvel retiró posteriormente este título. Los hermanos Russo se unieron como directores en abril de 2015, y Markus y McFeely firmaron para escribir el guion un mes después. La película sirve como conclusión de la historia del UCM hasta ese momento, poniendo fin a los arcos argumentales de varios personajes principales. La trama retoma varios momentos de las películas anteriores, trayendo de vuelta a actores y escenarios de toda la franquicia, así como la música de las películas anteriores. El rodaje comenzó en agosto de 2017 en los Pinewood Atlanta Studios, en el condado de Fayette, Georgia, rodando en paralelo a Infinity War, y finalizó en enero de 2018. El rodaje adicional se llevó a cabo en las áreas metropolitana y del centro de Atlanta, el estado de Nueva York, Escocia e Inglaterra. El título oficial se reveló en diciembre de 2018. Con un presupuesto estimado de $356–400 millones de dólares, la película es una de las películas más caras de la historia.
Avengers: Endgame tuvo su estreno mundial en Los Ángeles el 22 de abril de 2019 y se estrenó en los Estados Unidos el 26 de abril como parte de la Fase Tres del UCM. La película recibió elogios por su dirección, actuación, partitura musical, secuencias de acción, efectos visuales y peso emocional, y la crítica alabó su culminación de la historia de 22 películas. La película recaudó $2,799 millones de dólares en todo el mundo, superando toda la carrera teatral de Infinity War en solo once días y rompiendo numerosos récords de taquilla, incluyendo el de la película más taquillera de todos los tiempos que mantuvo desde julio de 2019 hasta marzo de 2021. La película recibió numerosos premios y nominaciones, incluyendo una nominación a los Mejores Efectos Visuales en la 92.ª edición de los Premios de la Academia, tres nominaciones en la 25.ª edición de los Premios de la Crítica (ganando dos) y una nominación por sus Efectos Visuales en la 73.ª edición de los Premios de Cine de la Academia Británica. Una quinta película Avengers: Doomsday, y una sexta, Avengers: Secret Wars, están programadas para estrenarse el 1 de mayo de 2026 y el 7 de mayo de 2027, respectivamente.

## Trama
En 2018, 23 días después de que Thanos borrara la mitad de toda la vida del universo, Carol Danvers rescata a Tony Stark y Nébula del espacio profundo. Se reúnen con los Vengadores restantes -Bruce Banner, Steve Rogers, Thor, Natasha Romanoff y James Rhodes- y Rocket en la Tierra. Tras localizar a Thanos en un planeta deshabitado, planean utilizar las Gemas del Infinito para revertir sus acciones, pero descubren que Thanos las ha destruido. Enfurecido, Thor decapita a Thanos.
Cinco años después, Scott Lang escapa del Reino Cuántico y, al llegar al Complejo de los Vengadores, explica que solo pasó cinco horas atrapado. Con la teoría de que el Reino Cuántico permite viajar en el tiempo, le piden a un renuente Stark que les ayude a recuperar las Gemas del pasado para revertir las acciones presentes de Thanos. Stark, Rocket y Banner, que ha fusionado su inteligencia con la fuerza de Hulk, construyen una máquina del tiempo. Banner señala que alterar el pasado no afecta al presente; cualquier cambio crea realidades alternativas. Banner y Rocket viajan a Noruega, donde visitan el asentamiento de refugiados asgardianos de Nueva Asgard y reclutan a un Thor con sobrepeso, alcohólico y abatido. En Tokio, Romanoff recluta a Clint Barton, que se convirtió en vigilante tras el borrado de su familia.
Banner, Lang, Rogers y Stark viajan en el tiempo a Nueva York durante el ataque de Loki en 2012. En el Sanctum Sanctorum, Banner convence a la Ancestral para que le entregue la Gema del Tiempo tras prometerle que devolverá las Gemas del Infinito a sus puntos correspondientes en el tiempo. En la Torre Stark, Rogers recupera la Gema de la Mente de los agentes durmientes de Hydra; el intento de Stark y Lang de robar la Gema del Espacio fracasa, permitiendo que 2012-Loki escape con ella. Rogers y Stark viajan al Campamento Lehigh en 1970, donde Stark obtiene una versión anterior de la Gema del Espacio y se encuentra con su padre, Howard. Rogers roba las Partículas Pym a Hank Pym para volver al presente y ve a su amor perdido, Peggy Carter.
Rocket y Thor viajan a Asgard en 2013; Rocket extrae la Gema de la Realidad de Jane Foster. Thor es animado por su madre, Frigga, y recupera su antiguo martillo, Mjolnir. Barton, Romanoff, Nebula y Rhodes viajan a 2014; Nebula y Rhodes van a Morag y roban la Gema del Poder antes de que Peter Quill pueda hacerlo, mientras que Barton y Romanoff viajan a Vormir. El guardián de la Gema del Alma, Cráneo Rojo, dice que sólo puede adquirirse sacrificando a un ser querido. Romanoff se sacrifica, permitiendo a Barton conseguir la Gema. Rhodes y Nébula intentan regresar a su propio tiempo, pero Nébula queda incapacitada cuando sus implantes cibernéticos enlazan con su yo del pasado; esto permite a 2014-Thanos enterarse del éxito de su yo del futuro y del intento de los Vengadores de deshacerlo. 2014-Thanos envía a 2014-Nebula hacia delante en el tiempo para preparar su llegada.
Reunidos en el presente, los Vengadores colocan las Gemas en un guantelete que Stark, Banner y Rocket han construido. Banner, que es el más resistente a su radiación, utiliza el guantelete para deshacer las desintegraciones de Thanos. Mientras tanto, 2014-Nébula (haciéndose pasar por su yo del futuro) utiliza la máquina del tiempo para transportar a 2014-Thanos y su nave de guerra al presente y destruye el complejo de los Vengadores. Nébula del presente convence a 2014-Gamora para que traicione a Thanos, pero es incapaz de convencer a 2014-Nébula y la mata. Thanos domina a Stark, Thor y a Rogers que empuña el Mjolnir; convoca a su ejército para recuperar las Gemas, con la intención de usarlas para destruir el universo y crear uno nuevo. Un Stephen Strange restaurado llega con otros hechiceros, los Vengadores y Guardianes de la Galaxia restaurados, los Devastadores y los ejércitos de Wakanda y Asgard para luchar contra el ejército de Thanos. Danvers también llega y destruye la nave de guerra de Thanos, pero éste la domina y se apodera del Guantelete. Stark roba las Gemas y las utiliza para desintegrar a Thanos y su ejército, sacrificándose a sí mismo.
Tras el funeral de Stark, Thor nombra a Valquiria nueva reina de Nueva Asgard y se une a los Guardianes. Rogers devuelve las Gemas y Mjolnir a sus líneas temporales apropiadas y permanece en el pasado para vivir con Carter. En el presente, un Rogers anciano entrega su escudo a Sam Wilson.

## Reparto
- Robert Downey Jr. como Tony Stark / Iron Man:

El benefactor y miembro de Los Vengadores que ayuda al equipo usando armaduras electromecánicas de su propia invención. Según los directores Anthony y Joe Russo, Downey fue uno de los pocos actores que leyó todo el guion de la película. Los guionistas Christopher Markus y Stephen McFeely sabían que la muerte de Stark era inevitable como un camino "hacia el altruismo" y como el final del "capítulo" iniciado por Tony. Sintieron que su muerte se ganó después de otorgarle "la vida de jubilación perfecta" y agregaron: «Esa es la vida por la que ha estado luchando... se casaron, tuvieron una hija, fue genial. Es una buena muerte. No se siente como una tragedia. Se siente como una vida heroica finalizada». Joe Russo explicó que Stark «siempre supo que iba a morir porque nunca podría conciliar esa noción en sí mismo de no proteger el universo» y agregó que Stark era el más desafiante entre Los Vengadores ya que «es el más formidable de todos... debido a su corazón». Los hermanos Russo buscaron la aprobación de Downey para el arco de Stark que habían desarrollado desde Capitán América: Civil War.
- Chris Evans como Steve Rogers / Capitán América:

El líder de Los Vengadores. Un veterano de la Segunda Guerra Mundial que fue mejorado por el suero experimental del Súper Soldado, sobrepasando los límites del potencial humano antes de quedar congelado en animación suspendida y despertar en la actualidad. Markus describió a Rogers como alguien que «se está moviendo hacia algún tipo de interés propio ilustrado». Tanto él como McFeely sabían que iba a obtener «el baile» que le prometió a Peggy Carter en Capitán América: el primer vengador, y McFeely dijo: «Ha pospuesto una vida para cumplir con su deber. Por eso pensé que nunca lo íbamos a matar. Porque ese no es el arco. El arco es «finalmente puedo bajar mi escudo porque me lo he ganado». Patrick Gorman interpreta a la versión anciana de Steve Rogers.
- Chris Hemsworth como Thor:

Un vengador y el rey de Nuevo Asgard, basado en la mitológica deidad nórdica del mismo nombre. Thor ahora empuña un hacha mística conocida como la Stormbreaker después de la destrucción de su martillo Mjolnir en Thor: Ragnarok. En la película, Thor se ha convertido en un alcohólico con sobrepeso, gobernante de los refugiados de Asgard en Tønsberg (Noruega). Haciendo referencia a este cambio drástico del personaje, Hemsworth dijo: «Solo tenía una opinión. Esta vez quería hacer algo diferente. Cada película que quería, en particular, para las últimas dos, y estaban a bordo» y agregó: «Filmamos durante muchas horas y días y discutimos qué tan lejos podríamos avanzar (con Thor) y qué podríamos hacer diferente». Anthony Russo agregó: «A pesar de que hay mucha diversión en la película con su condición física, no es un chiste. Es una manifestación de dónde está a nivel de personaje, y creemos que es uno de los aspectos más identificables de él. Quiero decir, es un tipo muy común de respuesta a la depresión y el dolor». La historia de Thor fue su arco favorito, dijo: «Parte de la magia de Chris como actor de comedia es su dedicación a la profundidad del personaje en un nivel muy serio... es tan tortuoso y subversivo cuando la comedia viene de un lugar de compromiso total y complejidad emocional». Hemsworth se sometió a una sesión de maquillaje y preparación del cabello de alrededor de tres horas para la transformación que también requería el uso de un gran traje protésico de silicona; se llamó a sí mismo "Lebowski Thor" en el set. Inicialmente, se suponía que Thor volvería a su "viejo yo cincelado" en medio de Endgame pero Hemsworth abogó con éxito para mantener el nuevo cuerpo de Thor durante toda la película.
- Mark Ruffalo como Bruce Banner / Hulk:

Un científico vengador y genio que debido a la exposición a la radiación gamma, posee una gran fuerza física y una apariencia monstruosa. En esta película, Banner ha logrado equilibrar sus dos lados con la experimentación gamma, lo que le permite combinar su inteligencia con la fuerza y la estatura física de Hulk, basado en la identidad "Profesor Hulk" de los cómics. En comparación con otros héroes que fueron desmotivados por su derrota ante Thanos, Banner es el único personaje que mantiene la esperanza y Anthony Russo explica: «Banner es el único personaje que está forjando un nuevo y brillante futuro, tratando de construir algo totalmente nuevo y encuentra algo completamente nuevo... Banner es el más heroico en el sentido de que mantiene su voluntad de seguir intentándolo». Esto concluye un arco del personaje que se estableció en Thor: Ragnarok y continuó en Avengers: Infinity War.
- Paul Rudd como Scott Lang / Ant-Man:

Un vengador y ex delincuente menor al que se le otorgó un traje que le permite encogerse o crecer en escala y aumentar su fuerza. Lang es interpretado como un bebé por los gemelos Bazlo y Loen LeClair, su versión de 12 años es interpretada por Jackson A. Dunn y su versión de 89 años por Lee Moore. Esta fue la última película de Moore antes de su fallecimiento en agosto de 2018. Markus explicó que agregar a Lang ayudó a implementar el viaje en el tiempo a la película y dijo: «Teníamos acceso a él en la segunda película y el hecho de que estaba trayendo un subconjunto completo de tecnología que tenía algo que ver con un concepto diferente del tiempo era como un regalo de cumpleaños».
- Jeremy Renner como Clint Barton / Hawkeye / Ronin:

Un maestro arquero, vengador y exagente de S.H.I.E.L.D. quien se convirtió en un vigilante conocido como Ronin luego de la desaparición de su familia. McFeely describió el oscuro giro de Barton como «un buen ejemplo de personas que tuvieron historias mucho más fuertes después del chasquido». El comienzo frío de la película que muestra la desintegración de la familia de Barton inicialmente se suponía que estaría en Avengers: Infinity War después del chasquido de Thanos. Sin embargo, se trasladó a Avengers: Endgame en su lugar, con Markus explicando que «iba a mitigar la brutalidad de lo que [Thanos] hizo». Joe Russo sintió que era «una escena muy trágica para abrir la película. Es una de las pocas escenas de la película que realmente me hacen llorar cuando la veo, porque pienso en mi propia familia... y luego piensas en lo que te sucedería, como padre. Te volverías muy autodestructivo».
- Scarlett Johansson como Natasha Romanoff / Black Widow:

Una espía altamente capacitada, vengadora y exagente de S.H.I.E.L.D. Al comienzo de la película, Romanoff continúa al mando de varios equipos de toda la galaxia en la sede de Los Vengadores. Joe Russo explicó que esto se debió a su incapacidad para seguir adelante por su fracaso para detener a Thanos, diciendo: «Ella está haciendo todo lo posible para intentar mantener al grupo unido... ella es la observadora en la pared todavía». Respecto a la decisión de Romanoff de sacrificarse para que Barton adquiriera la Gema del Alma para traer de vuelta a todos, Joe Russo declaró que era parte de un tema más amplio que explora el deseo de sacrificar en comparación con el deseo de proteger en Avengers: Infinity War; él dice: «Cuando ella llega a esa escena [Gema del Alma], creo que entiende que la única forma de traer de vuelta a todos es que ella se sacrifique». McFeely declaró: «Su viaje, en nuestras mentes, había llegado a su fin si podía recuperar a Los Vengadores. Ella viene de un trasfondo tan abusivo, terrible, de control mental, así que cuando llegue a Vormir y tenga la oportunidad de recuperar a la familia, eso es algo por lo que ella negociaría». Para prepararse para la película, Johansson se sometió a un régimen de entrenamiento de alta intensidad que incluyó ejercicios pliométricos, levantamiento olímpico de pesas y gimnasia, así como una dieta de alimentación con restricción de tiempo, todos estos bajo la supervisión de su entrenador de varios años, Eric Johnson con quien había trabajado desde Iron Man 2, la película que presentó a su personaje.
- Brie Larson como Carol Danvers / Capitana Marvel:

Una expiloto de la Fuerza Aérea estadounidense y nueva vengadora cuyo ADN fue alterado durante un accidente, concediéndole fuerza sobrehumana, poder para lanzar ráfagas de energía y la habilidad de volar. Markus declaró que los poderes de Danvers están en una escala que no ha existido previamente en el MCU y comparó su personalidad con la de Rogers «que es la clase de persona que tiene razón y saben que tienen razón y realmente no quieren escuchar cuando les dices que están equivocados». Danvers tiene poco tiempo frente a la pantalla en la película, y McFeely dijo que «no es la historia que estamos tratando de contar: son Los Vengadores originales que lidian con la pérdida y llegan a una conclusión, y ella es la sangre nueva y fresca». Larson filmó sus escenas para Avengers: Endgame antes de comenzar a trabajar en su película en solitario, Capitana Marvel que se lanzó primero. La pareja de directores de Capitana Marvel, Anna Boden y Ryan Fleck estuvieron presentes para la filmación de sus escenas en Avengers: Endgame y dieron su bendición a la caracterización de Danvers en la película.
- Don Cheadle como James "Rhodey" Rhodes / Máquina de Guerra:

Un exoficial de la Fuerza Aérea de los Estados Unidos y actual miembro de Los Vengadores que opera la armadura Máquina de Guerra. Cheadle describió la nueva pertenencia de Rhodes como vengador diciendo que está: «Con apenas un pie dentro del ejército. Está mucho más del lado de Los Vengadores que antes». Esto se refleja en la visión del mundo más instintiva y realista de Rhodes en medio del encuentro con lo fantástico, y Cheadle explica: «Definitivamente tiene una actitud de "qué diablos está pasando", más que tal vez el resto de ellos, dada su experiencia. Pero es una prueba de fuego, y él se adaptó rápidamente a lo que [la amenaza] es, en lugar de lo que desea que sea».
- Karen Gillan como Nebula:

Una miembro de los Guardianes de la Galaxia, vengadora y la hija adoptiva de Thanos, que fue criada con Gamora como hermanas. Después de haber aparecido previamente como antagonista o antihéroe en películas anteriores del MCU, Nebula se somete a un arco de redención en esta película donde repara sus acciones pasadas e incluso tiene un encuentro con su propia versión del pasado. Gillan agrega que ella está «mirando a su antiguo yo a la cara y está realmente claro cuán lejos está de esa persona enojada, amargada y retorcida. Está comenzando a conectarse con otras personas y encontrar cierto nivel de perdón». Gillan supuso que Nebula jugaría un papel destacado en la película cuando se dio cuenta de que Avengers: Infinity War y Avengers: Endgame adaptarían elementos de Guantelete del Infinito que había leído previamente cuando fue elegida al comienzo como Nebula en la primera película de Guardianes de la Galaxia. Gillan compartió varias escenas con Downey Jr. en el inicio de la película y los dos improvisaron la mayoría de sus escenas juntos.
- Bradley Cooper como Rocket Raccoon:

Un cazarrecompensas, mercenario, maestro de armas y tácticas de batalla miembro de los Guardianes de la Galaxia y ahora de Los Vengadores. Sean Gunn fue nuevamente el sustituto de Rocket durante la filmación, con su actuación y expresiones sirviendo como referencia de movimiento para el personaje. La aparición de Rocket en la película continúa un arco de la historia que fue establecido por el escritor y director de Guardianes de la Galaxia y el productor ejecutivo de Avengers: Endgame, James Gunn, en las dos primeras películas de Guardianes de la Galaxia, que continuó en Avengers: Infinity War y Endgame, y concluye en Guardianes de la Galaxia vol. 3.
- Josh Brolin como Thanos:

Un señor de la guerra intergaláctico del planeta Titán de ideología extremista que recolectó las seis Gemas del Infinito para eliminar la mitad de toda la vida en el universo. Joe Russo dijo que después de que Thanos tuvo éxito en Avengers: Infinity War, ahora está "hecho. Lo hizo. Se retiró". Markus y McFeely tuvieron dificultades para incluir a Thanos en la película posterior a Infinity War debido a que el personaje ya poseía las Gemas del Infinito, hasta que la productora ejecutiva Trinh Tran sugirió que mataran a Thanos en el primer acto de la película. Markus explicó que la muerte prematura del personaje «reforzó la agenda de Thanos. Lo había hecho... fue como, 'Si tengo que morir, puedo morir ahora'». Thanos tiene menos tiempo en pantalla en Avengers: Endgame que en Avengers: Infinity War, donde se lo consideraba el personaje principal, según lo explicado por McFeely: «Tuvimos que darnos permiso para dejar un poco de lado al villano. No creo que nadie en la primera mitad de la película diga: "Oh, desearía que hubiera un villano". Estás rodando en la pérdida y el atraco al tiempo, y crees que es una especie de Vengadores contra la naturaleza». La versión más joven de Thanos fue apodada "Guerrero Thanos" por los cineastas. Además de proporcionar la voz para el personaje, Brolin realizó la captura de movimiento en el set.
Además, varios actores repiten sus papeles, esta vez como sobrevivientes del primer golpe de Thanos:
- Danai Gurira como Okoye:

Una wakandiana tradicionalista de la Tribu Fronteriza que es la cabeza de las Dora Milaje, las fuerzas especiales femeninas de Wakanda y guardaespaldas de T'Challa.
- Gwyneth Paltrow como Pepper Potts / Rescate:

La esposa de Stark y CEO de Stark Industries que usa un exotraje con armamento fabricado para ella por Stark, basado en la armadura Rescate. Paltrow dijo que esta sería su última aparición importante en el MCU.
- Tessa Thompson como Valquiria:

Una guerrera asgardiana que se establece en Nuevo Asgard en la Tierra.
- Benedict Wong como Wong:

Un maestro de las artes místicas encargado de proteger algunas de las reliquias y libros más valiosos del Kamar-Taj.
- Jon Favreau como Happy Hogan:

El jefe de seguridad de Stark Industries, exconductor y guardaespaldas de Tony Stark.
Varios personajes ausentes durante y después de los eventos de Infinity War vuelven a interpretar a sus personajes en Endgame, incluyendo a:
- Benedict Cumberbatch como el Dr. Stephen Strange:

Un ex neurocirujano quien descubrió el mundo oculto de la magia y las dimensiones alternativas después de sufrir un accidente automovilístico que lo condujo a un viaje de sanación y se convirtió en un Maestro de las Artes Místicas.
- Chadwick Boseman como T'Challa / Black Panther:

El rey de la nación africana de Wakanda que ganó su fuerza sobrehumana al ingerir la hierba en forma de corazón.
- Elizabeth Olsen como Wanda Maximoff / Scarlet Witch:

Miembro original de la facción de Los Vengadores que posee una de las magias más antiguas y peligrosas del universo, La Magia del Caos. Además de emplear hipnosis y telequinesis.
- Sebastian Stan como Bucky Barnes / Lobo Blanco:

Un antiguo asesino mejorado y el mejor amigo de Steve Rogers que reapareció con el cerebro lavado después de haber sido declarado muerto en acción durante la Segunda Guerra Mundial. Barnes fue anteriormente el Soldado del Invierno y ahora recibe el apodo de "Lobo Blanco" por parte de la gente de Wakanda, quienes lo ayudaron a eliminar sus secuelas cerebrales provocadas por el lavado de cerebro de Hydra.
- Tom Hiddleston como Loki:

El hermano adoptivo de Thor, basado en la deidad homónima de la mitología nórdica.
- Tom Holland como Peter Parker / Spider-Man / Iron Spider:

Un adolescente y vengador aprendiz de Stark que recibió fuerza con reflejos y habilidades sobrehumanas similares a las de una araña después de haber sido mordido por una araña genéticamente modificada.
- Anthony Mackie como Sam Wilson / Falcon:

Un miembro de la facción de Los Vengadores de Steve Rogers y un exparacaidista y rescatista entrenado por los militares en combate aéreo usando un paquete de alas especialmente diseñado.
- Letitia Wright como Shuri:[54]

La hermana de T'Challa que diseña nueva tecnología para Wakanda.
- Pom Klementieff como Mantis:

Una miembro de los Guardianes de la Galaxia con poderes empáticos.
- Dave Bautista como Drax el Destructor:

Un miembro de los Guardianes de la Galaxia y guerrero en busca de venganza contra Thanos por matar a su familia.
- Zoe Saldaña como Gamora:

Una extraterrestre huérfana miembro de los Guardianes de la Galaxia que busca la redención por sus crímenes pasados.
- Chris Pratt como Peter Quill / Star-Lord:

El líder mitad humano, mitad Celestial de los Guardianes de la Galaxia que fue secuestrado de la Tierra cuando era niño y criado por un grupo de ladrones y contrabandistas intergalácticos llamados Los Devastadores (Ravagers).
- Michael Douglas como Hank Pym:

Un exagente de S.H.I.E.L.D., entomólogo y físico que se convirtió en el primer Ant-Man después de descubrir las partículas subatómicas que hacen posible el cambio de tamaño.
- Michelle Pfeiffer como Janet van Dyne:

La Avispa original que se pierde en el reino cuántico. Ella es la esposa de Pym y la madre de Hope.
- Evangeline Lilly como Hope van Dyne / Wasp:

La hija de Hank Pym y Janet van Dyne y la actual Avispa.
- Vin Diesel como Groot:

Un extraterrestre humanoide con forma de árbol, miembro de los Guardianes de la Galaxia.
- Samuel L. Jackson como Nick Fury:

El exdirector de S.H.I.E.L.D.
- Cobie Smulders como Maria Hill:

La exsubdirectora de S.H.I.E.L.D.
- Tom Vaughan-Lawlor como Ebony Maw:

Hijo adoptivo de Thanos y miembro de la Orden Negra, con poderes de telequinesis y manipulación de la materia.
- Michael James Shaw como Corvus Glaive:

Hijo adoptivo de Thanos y miembro de la Orden Negra, con fuerza y resistencia sobrehumana.
- Terry Notary como Cull Obsidian:

Hijo adoptivo de Thanos y miembro de la Orden Negra, con una extrema fuerza física y una piel irrompible.
- Monique Ganderton como Proxima Midnight:

Hija adoptiva de Thanos y miembro de la Orden Negra, con fuerza y resistencia sobrehumana; Monique Ganderton nuevamente brindó el rendimiento de captura de movimiento para Proxima Midnight; el personaje no tiene líneas de diálogo, por lo que Carrie Coon que prestó su voz al personaje en Infinity War, no está acreditada en el papel.
Frank Grillo, Winston Duke, Robert Redford (en su último papel en el cine después de su retiro), Rene Russo, Tilda Swinton, Angela Bassett, Ty Simpkins, Linda Cardellini, Hayley Atwell, Taika Waititi, John Slattery, Natalie Portman, Jacob Batalon, Marisa Tomei, Ross Marquand, William Hurt, Callan Mulvey y Maximiliano Hernández retoman sus papeles de las anteriores cintas del UCM como Brock Rumlow / Crossbones, M'Baku, Alexander Pierce, Frigga, la Ancient One, Ramonda, Harley Keener, Laura Barton, Peggy Carter, Korg, Howard Stark, Jane Foster, Ned, Tía May, Red Skull, Thaddeus "Thunderbolt" Ross, Jack Rollins y Jasper Sitwell respectivamente. Además, Sean Gunn repite su papel de Kraglin, Kerry Condon vuelve a interpretar su papel como la voz de F.R.I.D.A.Y. y James D'Arcy vuelve a interpretar su papel como Edwin Jarvis de la serie televisiva del MCU Agent Carter, marcando la primera vez que un personaje de una de las series de televisión aparece en una película del UCM.
Hiroyuki Sanada interpreta a Akihiko, un jefe Yakuza que opera en Tokio y se opone a Barton. Emma Fuhrmann interpreta a una versión mayor de Cassie Lang, la hija de Scott. Se anunció que Katherine Langford había sido elegida para interpretar a Morgan, la hija de Tony Stark como adolescente pero finalmente sus escenas no aparecieron en la película. Alexandra Rabe aparece como Morgan Stark, la hija de cinco años de Stark y Potts. El cocreador fallecido de Los Vengadores, Stan Lee, tiene un cameo póstumo en la cinta como un conductor de automóvil de 1970, siendo esta su última aparición en el cine. Los actores Yvette Nicole Brown y Ken Jeong de la serie televisiva Community en la que trabajaron los hermanos Russo, aparecen como una empleada de S.H.I.E.L.D. en una instalación del ejército y un guardia de una instalación de almacenamiento, respectivamente. El codirector Joe Russo (acreditado como Gozie Agbo) tiene un cameo como un hombre gay que llora la pérdida repentina de un ser querido; esta se considera la primera vez que un personaje abiertamente homosexual es introducido en una película del MCU. Las hijas de Joe, Ava y Lia, retratan a la hija de Barton, Lila y una fanática de Hulk, respectivamente. El creador de Thanos, Jim Starlin, también aparece como un hombre afligido. Howard el pato apareció en un cameo sin hablar en la batalla final.

## Doblaje
| Personaje                                 | Actor                | Doblaje para Hispanoamérica | Doblaje para España     |
| ----------------------------------------- | -------------------- | --------------------------- | ----------------------- |
| Tony Stark / Iron Man                     | Robert Downey Jr.    | Idzi Dutkiewicz             | Juan Antonio Bernal     |
| Steve Rogers / Captain America            | Chris Evans          | José Antonio Macías         | Raúl Llorens            |
| Thor                                      | Chris Hemsworth      | Andrés Gutiérrez Coto       | Iván Labanda            |
| Bruce Banner / Hulk                       | Mark Ruffalo         | Mario Castañeda             | Xavier Fernández        |
| Scott Lang / Ant-Man                      | Paul Rudd            | Sergio Bonilla              | Claudio Serrano         |
| Clint Barton / Hawkeye / Ronin            | Jeremy Renner        | Edson Matus                 | Sergio Zamora           |
| Natasha Romanoff / Black Widow            | Scarlett Johansson   | Rosalba Sotelo              | Joël Mulachs            |
| Carol Danvers / Capitana Marvel           | Brie Larson          | Jessica Ángeles             | Laura Monedero          |
| James "Rhodey" Rhodes / Máquina de Guerra | Don Cheadle          | Óscar Flores                | Rafael Calvo            |
| Nebula                                    | Karen Gillan         | María Elena Sandoval        | Cecilia Santiago        |
| Rocket                                    | Bradley Cooper       | Sergio Zurita               | Juan Logar Jr.          |
| Thanos                                    | Josh Brolin          | Juan Carlos Tinoco          | Jorge García Insúa      |
| Okoye                                     | Danai Gurira         | Simone Brook                | Yolanda Pérez Segoviano |
| Virginia "Pepper" Potts                   | Gwyneth Paltrow      | Yotzmit Ramírez             | Alicia Laorden          |
| Valquiria                                 | Tessa Thompson       | Alondra Hidalgo             | Maribel Pomar           |
| Wong                                      | Benedict Wong        | Víctor Manuel Espinoza      | Santi Lorenz            |
| Happy Hogan                               | Jon Favreau          | Andrés García               | Miguel Marquillas       |
| Dr. Stephen Strange                       | Benedict Cumberbatch | Beto Castillo               | Iván Muelas             |
| T'Challa / Black Panther                  | Chadwick Boseman     | Manuel Campuzano            | Miguel Ángel Garzón     |
| Wanda Maximoff / Scarlet Witch            | Elizabeth Olsen      | Irina Índigo                | Cristina Yuste          |
| Bucky Barnes / Lobo Blanco                | Sebastian Stan       | Irwin Daayán                | David Jenner            |
| Howard Stark                              | John Slattery        | Raúl Anaya                  | Txema Moscoso           |
| Loki                                      | Tom Hiddleston       | José Gilberto Vilchis       | David Brau              |
| Peter Parker/ Spider-Man / Iron Spider    | Tom Holland          | Alberto Bernal              | Mario García            |
| Sam Wilson / Falcon                       | Anthony Mackie       | Eduardo Ramírez             | José Luis Medavilla     |
| Shuri                                     | Letitia Wright       | Leyla Rangel                | Vera Bosch              |
| Mantis                                    | Pom Klementieff      | Erika Ugalde                | Laura Pastor            |
| Drax                                      | Dave Bautista        | Dan Osorio                  | Pedro Tena              |
| Gamora                                    | Zoe Saldaña          | Carla Medina                | Olga Velasco            |
| Peter Quill / Star-Lord                   | Chris Pratt          | Carlo Vázquez               | Guillermo Romero        |
| Hank Pym                                  | Michael Douglas      | José Luis Orozco            | Salvador Vidal          |
| Peggy Carter                              | Hayley Atwell        | Betzabé Jara                | Graciela Molina         |
| Jane Foster                               | Natalie Portman      | Cristina Hernández          | Nuria Trifol            |
| Hope van Dyne / Wasp                      | Evangeline Lilly     | María Roiz                  | Eva Díez                |
| Groot                                     | Vin Diesel           | Óscar Bonfiglio             | Miguel Ángel Muro       |
| Nick Fury                                 | Samuel L. Jackson    | Blas García                 | Miguel Ángel Jenner     |
| Maria Hill                                | Cobie Smulders       | Marisol Romero              | Cristina Mauri          |
| Alexander Pierce                          | Robert Redford       | Arturo Mercado              | Manolo García           |
| Fauces Negras                             | Tom Vaughan-Lawlor   | Eduardo Garza               | Pep Papell              |
| Corvus Glaive                             | Michael James Shaw   | Mauricio Bennets            | Mark Ullod              |
| Conductor hippie                          | Stan Lee             | Jesse Conde                 | Salvador Moreno         |

## Producción

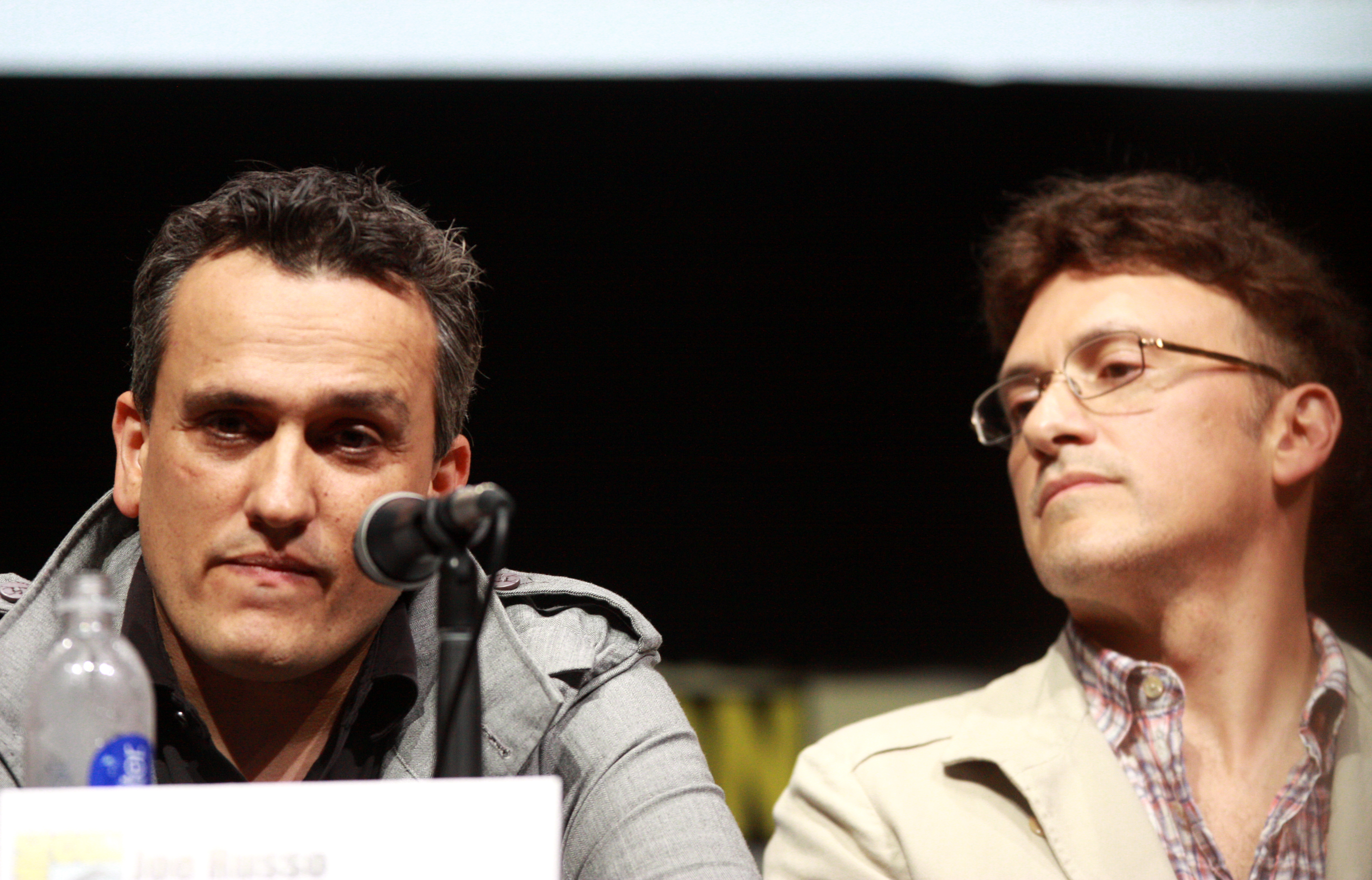
Anthony y Joe Russo, los directores de la película.

En octubre de 2014, Marvel anunció una secuela de dos partes para Avengers: Age of Ultron, titulada Avengers: Infinity War. Part 1. Esta película estaba programada para estrenarse el 4 de mayo de 2018 y su secuela un año después, el 3 de mayo de 2019. En abril de 2015, Marvel informó que los hermanos Anthony y Joe Russo dirigirán ambas películas, una detrás de la otra, iniciando con las grabaciones en 2016. También en ese mes, Kevin Feige dijo que las películas se titulaban como dos partes de una sola película debido a sus elementos compartidos pero sintió que serían "dos películas distintas" y no una historia que se corta a la mitad. En mayo de 2015, Christopher Markus y Stephen McFeely firmaron para escribir los guiones de ambas películas. En el siguiente mes de mayo, los hermanos Russo revelaron que cambiarían los títulos de las películas para eliminar aún más la idea errónea de que las películas eran una gran película dividida en dos. En julio de 2016, Marvel eliminó el título de la película, refiriéndose a ella simplemente como la "cuarta película de Avengers sin título". Anthony Russo declaró que el nuevo título de la película no se revelaría "por bastante tiempo", con Feige y los hermanos Russo indicando que el título estaba siendo retenido ya que revelaría los detalles de la trama de esta película y de Infinity War.
El rodaje comenzó el 10 de agosto de 2017, bajo el título de trabajo Mary Lou 2, en Pinewood Atlanta Studios en el Condado de Fayette, Georgia, con Trent Opaloch como director de fotografía. La película se filmó con cámaras IMAX/Arri 2D junto con Avengers: Infinity War, siendo esta la primera vez que una película de Hollywood se filma completamente con cámaras digitales IMAX. La filmación también se hizo en el área de The Gulch del centro de Atlanta, cerca de la estación Five Points MARTA y Piedmont Park. Feige explicó que las películas originalmente estaban programadas para ser filmadas en simultáneo pero finalmente fueron filmadas de forma consecutiva ya que «se volvió demasiado complicado cruzarlas así, y nos encontramos de nuevo, con que algo siempre pagaría el precio. Queríamos poder enfocar y filmar una película y luego enfocar y filmar otra película». Anthony Russo originalmente sintió que tenía más sentido rodar las películas simultáneamente debido a razones financieras y logísticas teniendo en cuenta la gran cantidad de miembros del reparto, y sugirió que «algunos días filmaremos la primera película y algunos días filmaremos la segunda película. Simplemente saltando de un lado a otro». Las escenas de Asgard de 2013 se filmaron en la Catedral de Durham en Durham, Inglaterra, durante la producción de Infinity War a principios de mayo de 2017. La producción finalizó el 11 de enero de 2018, aunque se realizó una filmación adicional en los condados de Dutchess y Úlster en Nueva York en junio de 2018. Las regrabaciones comenzaron el 7 de septiembre de 2018 y concluyeron el 12 de octubre de 2018. Se produjeron más retoques en enero de 2019. El rodaje también tuvo lugar en St Abbs, Escocia, que se duplicó para recrear Nuevo Asgard en Noruega. Evans y Hemsworth ganaron $15 millones cada uno por su participación en la película.
La posproducción terminó en marzo de 2019.
El 7 de diciembre de 2018, se reveló que el título era Avengers: Endgame con el lanzamiento del primer tráiler de la película, al tiempo que movía su fecha de lanzamiento en los Estados Unidos al 26 de abril de 2019. Los efectos visuales para la película fueron creados por Industrial Light & Magic, Weta Digital, DNEG, Framestore, Cinesite, Digital Domain, Rise, Lola VFX, Cantina Creative, Capital T, Technicolor VFX y Territory Studio. Al igual que con películas anteriores del MCU, Lola una vez más trabajó en las secuencias con los efectos De-aging; el corte final de la película presenta 200 tomas de reducción de edad y envejecimiento. Downey, Evans, Ruffalo, Hemsworth, Johansson y Renner fueron degradados digitalmente por sus apariciones en 2012 que recrean escenas de The Avengers (2012). Michael Douglas, John Slattery y Stan Lee también fueron degradados digitalmente por sus apariciones en las secuencias de 1970 en Nueva Jersey; se hizo referencia a la aparición de Douglas en The Streets of San Francisco. Lola envejeció a Evans para la escena final, donde él es un hombre mayor, con maquillaje y un suplente. Jeffrey Ford y Matthew Schmidt fueron los editores de la película.

## Música

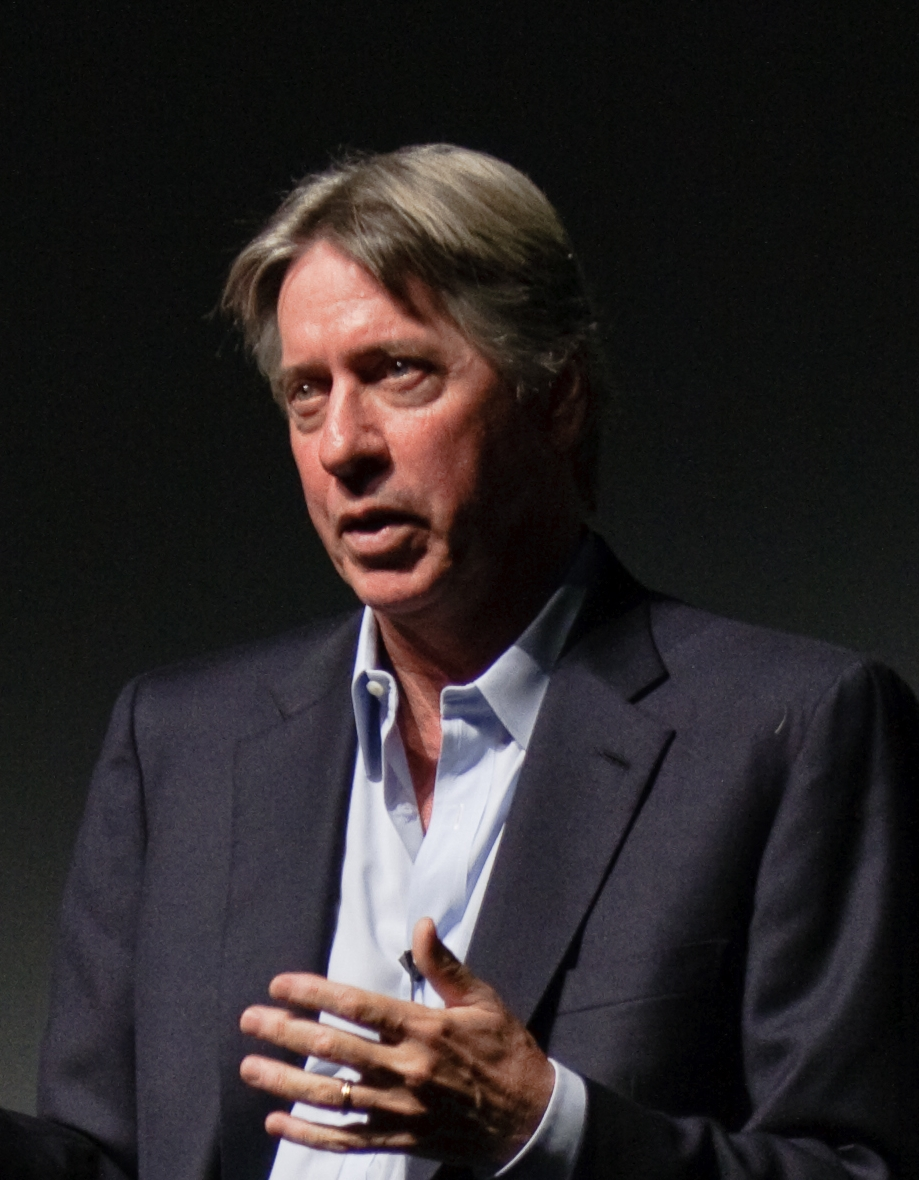
Alan Silvestri compuso la partitura de la película.

En junio de 2016, se reveló que el compositor de la partitura de The Avengers, Alan Silvestri, regresaba para crear la banda sonora tanto en Infinity War como en Endgame. Los hermanos Russo comenzaron a trabajar con Silvestri en la música de Endgame a principios de noviembre de 2018 y se completó a fines de marzo de 2019. Silvestri describió el puntaje como el que tenía el tono más versátil de la franquicia, desde "percusión atronadora y metales potentes" para las secuencias de acción, a música minimalista inspirada en el jazz para Ant-Man y el reino cuántico. Silvestri retoma sus temas de las películas anteriores de The Avengers y Capitán América: el primer vengador, como el material que escribió para Thanos y las Gemas del Infinito en Infinity War. Encontró que escribir la música para terminar la historia del Capitán América era conmovedor ya que "había estado en este viaje con él desde el principio". La partitura de la película también utiliza el tema Ant-Man de Christophe Beck, el tema Doctor Strange de Michael Giacchino y el tema Captain Marvel de Pinar Toprak. Además, se utilizan las canciones Come and Get Your Love de Redbone y It's Been a Long, Long Time de Jule Styne y Sammy Cahn, después de haber sido escuchadas en Guardianes de la Galaxia y Captain America: The Winter Soldier respectivamente. Hollywood Records lanzó digitalmente un álbum de la banda sonora con la partitura de Silvestri el 26 de abril de 2019, con un lanzamiento físico el 24 de mayo.
El 13 de junio de 2019, se lanzó un video musical para la canción "Portals", compuesto por la escena en la que Doctor Strange y Wong reúnen refuerzos para los Vengadores en el enfrentamiento final contra Thanos.

## Marketing

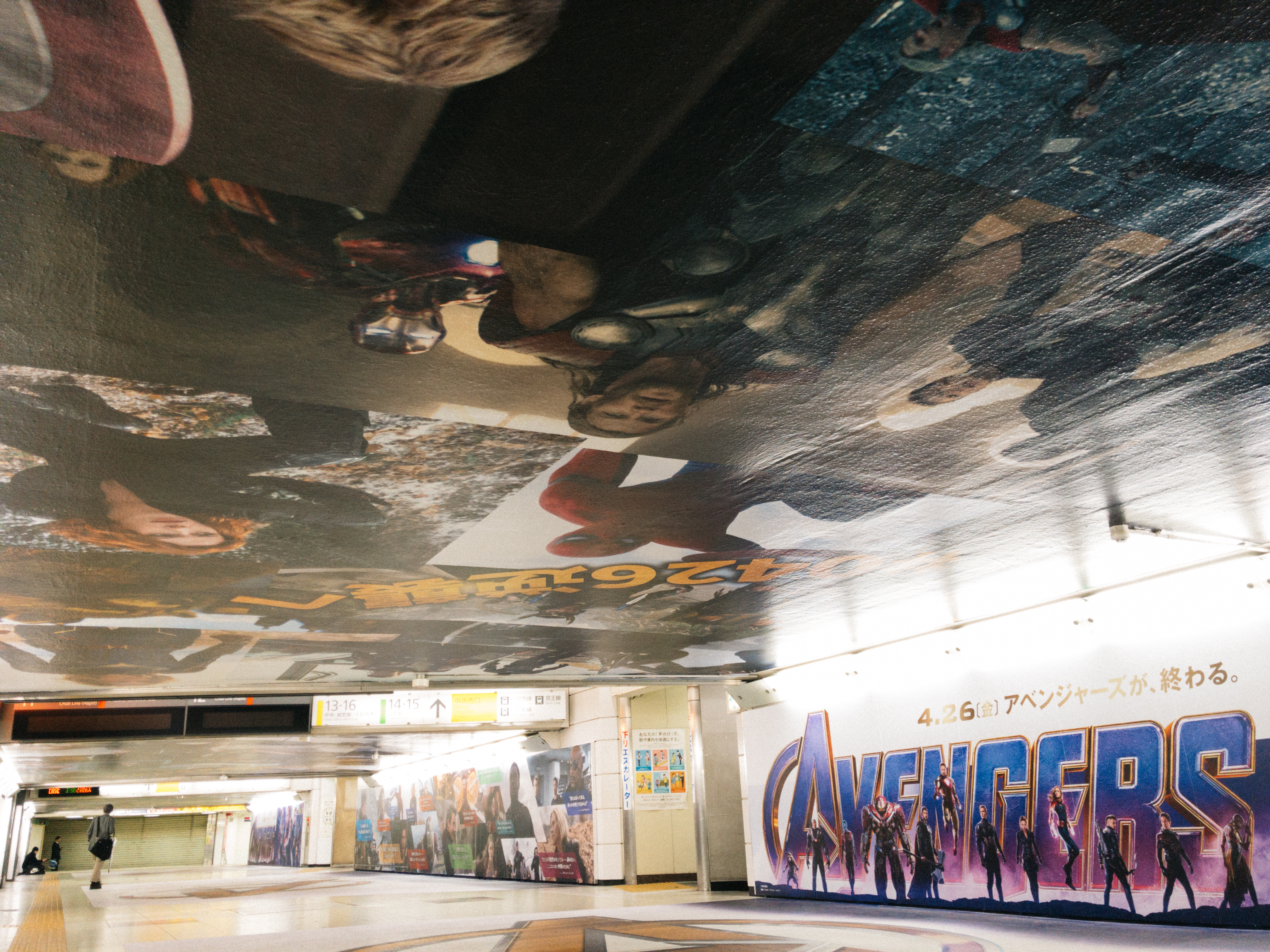
Campaña de Avengers: Endgame en la Estación de Shinjuku, en Tokio

La campaña de marketing para Endgame fue la más grande para cualquier película de Marvel Studios, superando los $200 millones y el costo de la campaña para Infinity War de $150 millones. Los socios promocionales incluyen a Stand Up to Cancer, Mastercard, Ulta Beauty, el modelo de auto Audi e-tron GT (que también aparece en la película), McDonald's, GEICO, Coca-Cola, Google, General Mills, Hertz, Ziploc, Oppo y Synchrony Financial.
Un año antes del lanzamiento de la película, Germain Lussier de la web io9 habló sobre el enfoque que Marvel podría tener que tomar para comercializar la película dado el final de Infinity War donde mueren muchos personajes establecidos. Se preguntó si esos personajes aparecerían en carteles y en campañas de juguetes y si los actores que los representaban participarían en eventos de prensa previos al lanzamiento de la película. Lussier sintió que Disney y Marvel podrían centrarse en los miembros originales del equipo de los Vengadores que conforman la mayoría de los personajes vivos pero señaló que sería más beneficioso mostrar el regreso de los personajes muertos, lo que «construiría un misterio y curiosidad sobre cómo ellos regresan» y un "nivel de interés completamente nuevo" sobre la película «teniendo a todas las estrellas al frente y al centro como debería ser».
En junio de 2018, Feige habló sobre esto, afirmando que estos personajes muertos no aparecerían en ningún marketing de la película aunque la decisión al respecto podría cambiar. El presidente de Marvel Studios presentó un video detrás de escena de la película en CineEurope y dijo que la campaña oficial de marketing de la película comenzaría a fines de 2018 con el anuncio de su título. Antes del lanzamiento del primer tráiler, a principios de diciembre de 2018, Graeme McMillan de The Hollywood Reporter habló de la "anticipación febril" que lo rodeaba y sintió "evidente" que fue en su mayoría «creada por fanáticos, sin [la] dirección notable de Marvel o los cineastas involucrados», dijo que la cantidad de conocimiento en torno a la película sin ningún tipo de promoción era "una especie de reconocimiento de marca" que la mayoría de los distribuidores desean. Debido a esto, McMillan instó a Marvel a no lanzar ningún adelanto de la película porque "el nivel avanzado de entusiasmo" probablemente iba a aumentar antes del estreno. Dicho esto, agregó que el lanzamiento eventual del tráiler quitaría la "posición de gato de Schrödinger" ya que estaba "casi garantizado" que podría causar una decepción a los fanáticos en este punto.
El primer tráiler de la película fue lanzado el 7 de diciembre de 2018. Dustin Sandoval, vicepresidente de marketing digital de Marvel Studios, declaró que el equipo de marketing "tomó la decisión" de evitar incluir el "título o el hashtag" de la película en las publicaciones del tráiler para que los fanáticos puedan verlo al final sin revelarlo. Richard Newby, también de The Hollywood Reporter, consideró que aunque no se revelaron muchas novedades en el tráiler, «ofrece una visión sombría de un universo irreconocible» y deja que el espectador «considere el final de Avengers: Infinity War y nuestras preguntas sobre la pérdida». Newby también señaló cómo el tráiler recuerda los "humildes comienzos" de los personajes con su lenguaje visual y concluyó que deja a los espectadores con «tantas preguntas como las que teníamos antes». Austen Goslin de Polygon señaló que el título no solo hace referencia a una línea que Doctor Strange le dice a Tony Stark en Infinity War, sino también a una línea pronunciada por Stark en Avengers: Age of Ultron. Goslin dijo: «La escena que rodea esta línea en Age of Ultron es una de las más importantes de la película. Las cosas se ven oscuras, y el grupo de héroes se enfrenta a un enemigo que no creen que puedan derrotar». Como tal, el tráiler de Endgame "refleja esto perfectamente" y «nos muestra que los dos personajes más prominentes de Los Vengadores son quienes siempre lo han sido: Iron Man, un pesimista que sigue luchando sin importar cuán desesperadas se vean las cosas y el Capitán América, un optimista que cree que nada es desesperado cuando los héroes del mundo luchan juntos». El tráiler fue visto 289 millones de veces en sus primeras 24 horas, convirtiéndose en el tráiler más visto de ese período de tiempo, superando el récord de Avengers: Infinity War (230 millones de vistas). El tráiler también estableció un récord de conversación en Twitter para un tráiler de película en las primeras 24 horas generando 549 000 menciones. Para el 3 de enero de 2019, el servicio métrico "Trailer Impact" de BoxOffice indicó que aproximadamente el 77-78% de las personas encuestadas que vieron el tráiler de Endgame en las últimas tres semanas, expresaron interés en ver la película. En las tres semanas que fue medido por el servicio, el tráiler fue el número uno de todos y el dos por ciento superior de los encuestados expresó interés en ver la película desde la presentación del servicio en marzo de 2018.
El segundo tráiler de la película y el póster de estreno teatral se lanzaron el 14 de marzo de 2019. El póster con 13 personajes, tenía 12 de esos actores en la lista de los principales con la exclusión de Danai Gurira, cuyo nombre todavía aparecía en el bloque de créditos inferior del cartel junto con Benedict Wong, Jon Favreau y Gwyneth Paltrow (ninguno de los cuales apareció en el cartel). Su exclusión de los créditos superiores provocó críticas de los fanáticos. Petrana Radulovic de Polygon señaló cómo un actor es acreditado en el cartel "es un proceso complejo" y «la omisión de Gurira en la facturación superior fue una decisión menos consciente que las ramificaciones de tratar con agentes, honorarios y demandas de estrellas de cine». Sin embargo, más tarde ese mismo día, Marvel Studios lanzó un póster actualizado con el nombre de Gurira en los créditos principales. El segundo tráiler fue visto 268 millones de veces en las primeras 24 horas, convirtiéndose en el segundo avance más visto en ese período de tiempo, detrás del primer tráiler de la película.

## Lanzamiento

### En cines
Avengers: Endgame tuvo su estreno mundial en el Centro de Convenciones de Los Ángeles el 22 de abril de 2019. Disney convirtió el Hall K del centro de convenciones para el estreno de la película, trabajando con Dolby y QSC Audio para instalar una pantalla de 70 pies (21,3 m), proyectores Dolby Vision y un sistema de sonido Dolby Atmos. El centro de convenciones también celebró la llegada de la alfombra roja del estreno y la fiesta posterior. La película fue estrenada en China, Australia y otras partes de Asia y Europa el 24 de abril de 2019, en el Reino Unido se estrenó el 25 de abril, en los Estados Unidos y la India el 26 de abril, y en Rusia el 29 de abril en IMAX y 3D. Originalmente se tenía previsto su lanzamiento en los Estados Unidos el 3 de mayo de 2019. Según lo informado por Radio Liberty, se alegó que el gobierno ruso ordenó controversialmente posponer el lanzamiento de la película en el país para promover películas producidas en Rusia. Avengers: Endgame es parte de la Fase Tres del MCU.
Tras el lanzamiento del segundo tráiler de Spider-Man: Lejos de casa el 6 de mayo de 2019, Marvel comenzó a mostrarlo al final de las proyecciones de Avengers: Endgame hasta el relanzamiento el 28 de junio, con un mensaje de la estrella de esa película, Tom Holland, diciéndole a la audiencia que se quede hasta el final de los créditos para ver el tráiler.
En junio de 2019, Feige confirmó que Avengers: Endgame se volvería a estrenar en los cines con siete minutos de imágenes nuevas posteriores a los créditos que no se incluyeron en el primer lanzamiento teatral, incluido un tributo a Stan Lee, una escena eliminada inacabada y la escena de apertura de Spider-Man: Lejos de casa junto con un nuevo póster distribuido en cines seleccionados. El relanzamiento comenzó el 28 de junio en los Estados Unidos y la película regresó a otros 1040 cines.

### Versión en video doméstico
Avengers: Endgame fue lanzado en descarga digital por Walt Disney Studios Home Entertainment para los Estados Unidos el 30 de julio de 2019, y en Blu-ray y DVD el 13 de agosto. La película también fue lanzada en HD digital y Blu-ray para el Reino Unido el 2 de septiembre de 2019. La transmisión se volvió exclusiva de Disney+ el 12 de noviembre de 2021. Los lanzamientos en versión digital y Blu-ray incluyen reportajes detrás de escena, comentarios de audio, escenas eliminadas, un blooper real y una función adicional llamada "Steve and Peggy: One Last Dance" que echa un vistazo a la relación de Steve Rogers y Peggy Carter en el MCU.
A pesar de haber sido filmado con cámaras IMAX y lanzado en los cines IMAX con la relación de aspecto 1.90:1, el lanzamiento en los medios domésticos no incluyó esa versión sino que incluyó una versión recortada con una relación de aspecto de 2.39:1 que se usó para proyecciones que no son IMAX.

## Recepción

### Taquilla
Avengers: Endgame recaudó $858.3 millones en los Estados Unidos y Canadá, y $1 939 millones en otros territorios, para un total mundial de $2 798 millones. Es la segunda película más taquillera de todos los tiempos, después de Avatar, así como la segunda película más taquillera de todos los tiempos en los Estados Unidos y Canadá, y la segunda película más taquillera de toda la historia. Durante su semana de lanzamiento, Avengers: Endgame se convirtió en la película con más recaudación de todos los países donde fue estrenada excepto en Japón.
La película tuvo un estreno mundial de $1,2 mil millones, el más grande de todos los tiempos y casi el doble Avengers: Infinity War (récord anterior de $640.5 millones). También fue la película más rápida en eclipsar la marca de $1 100 millones y $1 500 millones, haciéndolo en solo cinco días y ocho días respectivamente (menos de la mitad de lo que costó Avengers: Infinity War). Fecha límite que Hollywood estimó que la película alcanzaría el punto de equilibrio solo cinco días después de su lanzamiento, lo cual es "inaudito para un importante polo de estudio durante su primer fin de semana". El sitio web estimó que generaría una ganancia neta de $600–650 millones, contabilizando los presupuestos de producción, P&A, participaciones de talentos y otros costos, con los ingresos brutos de taquilla e ingresos auxiliares de los medios domésticos. El 4 de mayo, las ganancias de la película en la taquilla global pasaron toda la carrera teatral de Avengers: Infinity War y se convirtieron en la película más rápida en recaudar $2000 millones en todo el mundo, acumulando la cantidad en solo 11 días (superando a Avatar que lo hizo en 47 días). También se convirtió en la quinta película en superar este umbral (después de Avatar, Titanic, Star Wars: Episodio VII - El despertar de la fuerza y Avengers: Infinity War), y la segunda película en superar el umbral de $2.5 mil millones, logrando esto en solo 20 días, superando el récord de Avatar de 72 días.
En la Comic-Con 2019 de San Diego, Feige anunció que Disney había pasado por alto $2 millones en la venta de entradas entre semana cuando se hace la contabilidad y que Endgame superaría Avatar como la película más taquillera de todos los tiempos.

### Registros de preventa
A finales de diciembre de 2018, Avengers: Endgame fue nombrada la segunda película más esperada de 2019 por IMDb detrás de Capitana Marvel, la superproducción más esperada de 2019 según el servicio de venta de entradas Fandango, y la película general más esperada por Atom Tickets.
Debido a la gran demanda cuando los boletos de preventa estuvieron disponibles en los Estados Unidos el 2 de abril de 2019, los clientes de Atom Tickets y Fandango experimentaron largos tiempos de espera y retrasos en el sistema, mientras que el sitio web y la aplicación de AMC Theatres se bloquearon por completo durante varias horas. El mismo día, Fandango anunció la película se convirtió en su título de preventa de mayor venta durante las primeras 24 horas, superando Star Wars: El despertar de la fuerza (récord anterior en sólo seis horas). Atom dijo que la película también fue la película de primer día más vendida del sitio web (superó a Aquaman cuatro veces), y Regal Cinemas informó que Avengers: Endgame había vendido más boletos en sus primeras ocho horas que su antecesora Avengers: Infinity War en toda su primera semana. La película recaudó entre 120 y 140 millones de dólares solo en preventas. El día anterior al lanzamiento de la película, Fandango anunció que era su título de preventa más grande de todos los tiempos, superando a Star Wars: El despertar de la fuerza, con más de 8 000 shows agotados en todo el país.
En India, la película vendió un millón de boletos en solo un día para las proyecciones en inglés, hindi, tamil y telugu; se vendieron 18 boletos por segundo. En China, los boletos de preventa estuvieron disponibles el 12 de abril y vendieron un millón récord de boletos en solo seis horas, superando a las primeras 24 horas en total de Avengers: Infinity War en la primera hora, e hizo $114.5 millones (RMB 770 millones) solo de preventa.

### Estados Unidos y Canadá

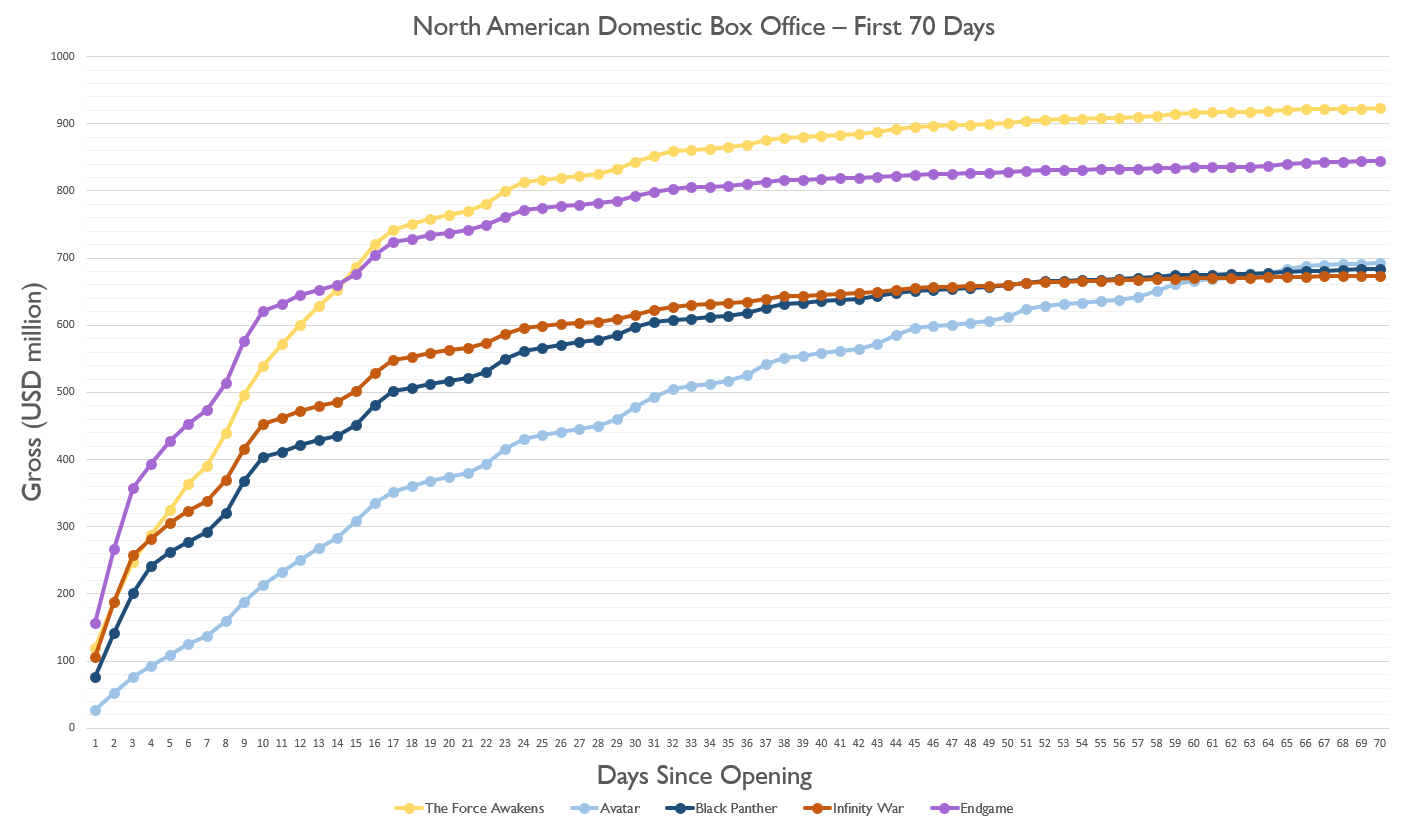
Gráfico de la taquilla norteamericana bruta de Avengers: Endgame contra las cuatro películas más taquilleras del mercado

El 4 de abril, el seguimiento de la industria proyectó que la película recaudaría entre $200 y $250 millones en el país durante su primer fin de semana, aunque algunos expertos vieron esas cifras como conservadoras y esperaban un debut de $260–300 millones. En la semana de su lanzamiento, las estimaciones nacionales habían aumentado a $260–270 millones, y algunos expertos aún sugieren que era posible un debut de $300 millones. La película se proyectó en 4662 teatros, 410 de los cuales estaban en IMAX; es el estreno más grande, superando el récord de Despicable Me 3 (4529 teatros). Avengers: Endgame ganó $357.1 millones en su primer fin de semana, rompiendo el récord de su antecesora por casi $100 millones. También estableció récords para el viernes ($157.5 millones, incluidos $60 millones de las previsualizaciones del jueves por la noche), los sábados ($109.3 millones) y los domingos ($90.4 millones), así como también fue más de un total bruto que el máximo de taquilla anterior de todos películas combinadas ($314 millones). La película luego ganó $ 36.9 millones el lunes y $33.1 millones el martes, ambos el tercero más alto de todos los tiempos. En su segundo fin de semana, la película ganó $147.4 millones (el segundo mejor cuadro de segundo año) por un total de 10 días de $621.3 millones. Fue la película más rápida en superar el hito de los $600 millones, superando los 12 días de Star Wars: El despertar de la fuerza y menos de la mitad de los 26 días que le llevó a Avengers: Infinity War. La semana siguiente, la película recaudó $64.8 millones, el cuarto mejor tercer fin de semana de la historia. También superó la marca de $700 millones, superando el récord de 16 días Star Wars: El despertar de la fuerza. Avengers: Endgame finalmente fue destronado en su cuarto fin de semana por el recién llegado John Wick: Chapter 3 - Parabellum, sin embargo, sus $29.3 millones fueron suficientes para pasar a Avatar como la segunda película más taquillera del país. Ganó $17.2 millones el siguiente fin de semana (y un total de $22.3 millones en el marco del Memorial Day de cuatro días), cruzando el umbral de $800 millones a nivel nacional. Durante el relanzamiento, que tuvo lugar durante su décimo fin de semana, la película se agregó a 1040 cines y ganó $6.1 millones, un aumento del 207% con respecto al fin de semana anterior. En su fin de semana XIII, la película hizo $1.2 millones, lo que lo puso por encima del umbral superior a Avatar de los registros de todos los tiempos, y trajo su total de funcionamiento interno a $854,2 millones.

### Otros territorios
A nivel internacional, se esperaba que la película recaudara alrededor de $680 millones en sus primeros cinco días para un debut mundial de $850-950 millones. La película se proyectó inicialmente para recaudar entre 250 y 280 millones de dólares en China en su primer fin de semana, pero alcanzó un récord de 107.5 millones de dólares (719 millones de RMB) en el país en su primer día, incluyendo $28.2 millones de dólares (189 millones de RMB) desde la medianoche, las 3 y las 6 AM, superando las proyecciones de Rápidos y furiosos 8 (récord anterior de $9.1 millones). Debido al primer día récord, se asoció con el boca a boca (con un 9.1 en el agregador de revisión local Douban y un 9.3 en el sitio web de boletos Maoyan), las proyecciones de debut se incrementaron a más de $300 millones. En general, la película ganó $169 millones en el primer día de países internacionales, el total más alto de todos los tiempos. Sus mercados más grandes después de China fueron India ($9 millones), Corea del Sur ($8.4 millones; el mayor bruto de un solo día no festivo), Australia ($7.1 millones), Francia ($6 millones) e Italia ($5.8 millones). Al igual que a nivel nacional, la película terminó con un rendimiento superior y debutó con $866.5 millones en el extranjero. No solo fue la cantidad extranjera más alta de la historia, sino que fue más alta que Avengers: Infinity War (apertura global de $640 millones). Sus mercados más grandes, cada uno de los cuales estableció el récord de mejor apertura en el país, fueron China ($330.5 millones; RMB 2.22 mil millones), el Reino Unido ($53.8 millones), Corea del Sur ($47.4 millones), México ($33.1 millones), Australia ($30.8 millones), Brasil ($26 millones), España ($13.3 millones), Japón ($13 millones) y Vietnam ($10 millones). También ganó $21.6 millones durante sus primeros cuatro días en Rusia después de un retraso de su estreno que fue causado por el gobierno ruso.
En su primera semana, los cinco mercados internacionales más grandes de la película fueron China ($459.4 millones), el Reino Unido ($68.2 millones), Corea del Sur ($60.3 millones), México ($48.6 millones) e India ($ 40.9 millones). Una semana después de su estreno, se convirtió en la película extranjera más taquillera de todos los tiempos en China e India. En su segundo fin de semana, el total acumulado de la película superó los $1569 mil millones de los mercados internacionales, pasando a Titanic como la segunda película más alta en el extranjero de todos los tiempos.
Al 25 de agosto de 2019, los principales mercados internacionales de la película fueron China ($614 millones), Reino Unido ($115 millones), Corea del Sur ($105 millones), Brasil ($85 millones) y México ($77 millones).

### Crítica
El sitio web agregador de reseñas Rotten Tomatoes informó una clasificación de aprobación del 94% con un puntaje promedio de 8.2/10, basado en 554 reseñas. El consenso crítico del sitio web dice: "Excitante, entretenido y emocionalmente impactante, Avengers: Endgame hace lo que sea necesario para entregar un final satisfactorio a la épica Saga Infinity de Marvel". Metacritic que utiliza un promedio ponderado, asignó a la película una puntuación de 78 sobre 100 basada en 57 críticas, indicando "críticas generalmente favorables". El público encuestado por CinemaScore le dio a la película una calificación poco común de "A+" en una escala de A+ a F, es la tercera película de Marvel en ganar esa puntuación después de The Avengers y Black Panther, mientras que los de PostTrak le dieron 5 de 5 estrellas y una "recomendación definitiva" del 85%.
Escribiendo para NPR, Glen Weldon le dio a la película una crítica positiva y encontró que la película era una secuela digna de su predecesora, afirmando: «La decisión de los Russos de mantenerse cerca de las experiencias de los Vengadores restantes prueba ser gratificante, ya que ellos han construido expresamente la película como una vuelta de victoria extendida para el Universo Cinematográfico de Marvel en grande. Obtuve un personaje favorito de cualquier película de Marvel en la última década, no importa cuán oscuro sea? Prepárate para ser atendido, fanático». Peter Travers en su crítica para Rolling Stone le dio a la película 4 de 5 estrellas, diciendo: «No tienes que hacer bromas sobre el cliché de la trama del viaje en el tiempo: la película está lista, dispuesta y capaz de hacer la suya propia, y Back to the Future se enfrentará a una seria broma».
Peter Debruge de Variety escribió: "Después del enfrentamiento imperdible que fue Infinity War, los hermanos Russo ofrecen un seguimiento de tres horas más fanático, recompensando la lealtad a el Universo Cinematográfico de Marvel". JR Kinnard de PopMatters escribió: "El cine de acción de gran presupuesto no puede ser mucho mejor que esto". Todd McCarthy de The Hollywood Reporter, dijo: "Lo que más se destaca aquí, por extraño que parezca una película derivada de un cómic basada en los efectos, es el personaje que actúa, especialmente de Downey, Ruffalo, Evans, Hemsworth, Brolin y Paul Rudd". Richard Roeper, escribiendo para el Chicago Sun-Times, le dio a la película cuatro estrellas y lo llamó "el campeón indiscutible (del MCU) en lo que respecta al golpe emocional". Roeper elogió el "guion divertido, bien arreglado, inteligente y experto realizado por Christopher Markus y Stephen McFeely, la dirección nítida de Anthony Russo y Joe Russo..., y las actuaciones universalmente estelares (del elenco)".
El crítico de The New York Times, AO Scott, le dio a la película una crítica positiva aunque cautelosa, afirmando que "Endgame es un monumento a la adecuación, una piedra angular adecuada para una empresa que descubrió cómo ser lo suficientemente bueno para la cantidad de personas suficiente el tiempo. No es que se acabó, por supuesto: Disney y Marvel todavía están resolviendo nuevas arrugas en el continuo de tiempo y dinero, pero los Russos proporcionan la sensación de un final, una oportunidad de apreciar lo que se ha hecho antes de que se reinicien los plazos y todos tenemos volver al trabajo". Justin Chang, de Los Angeles Times, escribió que "Avengers: Endgame logra y gana su oleada climática de sentimientos, incluso cuando no alcanza la catarsis real".
Algunos han señalado que la película es una mejora notable sobre su predecesora, Avengers: Infinity War, como Brian Tallerico de RogerEbert.com, quien afirmó que Endgame es "una película más paciente y centrada (que Infinity War), incluso cuando su trama se dibuja en elementos de una docena de otras películas". Matt Zoller Seitz, también de RogerEbert.com, le dio a la película una evaluación positiva en comparación con Infinity War, que consideró "demasiado concurrida, demasiado apresurada y sin embargo demasiado larga". Seitz declaró que Endgame es "una experiencia sincera y satisfactoria", además de ser una "comedia sorprendentemente relajada, impulsada por los personajes, consciente de sí misma pero sincera [para] dos tercios de [la película]. Gran parte del guion sugiere un relajado Richard Linklater película con superhéroes".
Richard Brody que escribe para The New Yorker fue más crítico con la película y opinó que la buena actuación no se correspondía con el desempeño de los directores. Según Brody, «los Russo tienen poco sentido del placer visual, poco sentido de la belleza, poco sentido de la metáfora, poca aptitud para la textura o la composición; su espectacularidad es puramente de escala, por lo que sus mejores momentos son los tranquilos y dramáticos». Anthony Lane, también de The New Yorker, le dio a la película una reseña algo más ácida, explicando que para él estaba demasiado desarrollada y cargada. Para Lane, «lo único que necesitas saber sobre Avengers: Endgame es que tiene una duración de poco más de tres horas y que puedes escabullirte a partir de la primera media hora, hacer algunas compras y volver a sentarte en tu asiento para alcanzar el clímax. No te habrás perdido nada».
Joe Morgenstern de The Wall Street Journal reconoció el logro único que Avengers: Endgame logró como la conclusión de la saga del Infinito:

Cuando la batalla final llega al final de Avengers: Endgame, es inevitablemente difícil de manejar: cada personaje de Marvel que se te ocurra en la última década aparece para un asalto más al mal cósmico, pero de todos modos emocionante, seguido de una delicada coda. Tantas historias Tantas aventuras. Hay mucho que resolver antes de que comience el próximo ciclo.

La película recibió también otras críticas negativas por varios aspectos de su trama. El argumento presenta algunos agujeros de guion y «Deus ex machina», así como decisiones sin explicación que afectan a la coherencia y a la lógica argumental. Esto ha supuesto algunas críticas a la película y a sus directores quienes, en opinión del crítico Carlos Campoy, han optado por «ser pragmáticos antes que coherentes». Para el crítico Arturo López Gambito, la película presenta varios elementos que «no tienen sentido» e incongruencias en el desarrollo de la trama. Así, López Gambito explica que le parece «exagerado» que Tony Stark haya podido crear un Guantelete del Infinito. Igualmente opina que el plan del Doctor Extraño en esta película es «una locura».

## Futuro
En mayo de 2018, el CEO de Disney, Bob Iger dijo sobre los planes de Marvel más allá de Endgame: «Supongo que probaremos lo que llamaré una nueva franquicia más allá de Avengers, pero eso no significa necesariamente que no verás más Avengers en el futuro. Simplemente no hemos hecho ningún anuncio sobre eso». Iger agregó: «Dada la popularidad de los personajes y la popularidad de la franquicia, no creo que la gente deba concluir que nunca habrá otra película de Avengers». Poco después del estreno de la película, los hermanos Russo dijeron que no estaba en sus planes realizar otra película de Marvel pero no se opusieron a regresar al MCU en el futuro debido a su relación positiva con Marvel Studios. El 23 de julio de 2022 en la Comic-Con de San Diego se anunciaron dos películas más de los Vengadores: Avengers: The Kang Dynasty y Avengers: Secret Wars.